# Parafia św. Andrzeja Boboli w Miliczu
Parafia św. Andrzeja Boboli w Miliczu – parafia rzymskokatolicka z siedzibą w Miliczu, znajduje się w dekanacie Milicz w archidiecezji wrocławskiej.
Erygowana w 1994.

## Grupy parafialne
Żywy Różaniec, Rada Parafialna, Rada Katechetyczna, Caritas Parafialny, Akcja Katolicka, Klub AA, Poradnia Rodzinna, Straż Honorowa NSPJ, Rycerstwo Niepokalanej, Odnowa w Duchu Św., Chór Parafialny „Laudate Dominum”, Klub Inteligencji Katolickiej, Katolickie Stowarzyszenie Młodzieży, Eucharystyczny Ruch Młodych, Schola, Oaza, Liturgiczny Zespół Muzyczny, Koło Przyjaciół Radia „Maryja”, Ceremoniarze, Lektorzy, Ministranci